# سی‌اس۵ مک‌میلان
CS5 مک‌میلان، یک جنگ‌افزار جنگی اتوماتیک  سبک برای یگان‌های ارتشی ایالات متحده آمریکا و بخش خصوصی ساخت شرکت مک میلان می‌باشد.

## مشخصات و کاربرد اسلحه CS5 مک میلان
طراحان کارخانه مک میلان این سلاح را در دو نمونه به صورت استاندار برای عملیات نیروهای پلیس در شهرها و نیروهای ویژه تک تیرانداز ارتش و همچنین جهت استفاده برای نگهبانی مناطق خاص دولتی طراحی و ساخته‌اند اسلحه CS5 مک میلان در دو نمونه شبیه به هم با یک بدنه تولید می‌گردند در این سلاح تفاوت اصلی در لوله‌ها و کاربرد این اسلحه می‌باشد که یک نمونه سلاح با لوله بلند به طول ۴۷۰ میلی‌متر برای نشانه روی و شلیک در فواصل دور برای نیروهای تک تیراندازاست که از فشنگ کالیبر 7,62x51 میلیمتری استاندارد ناتو استفاده می‌کند و سرعت و حرکتی بیش از سرعت صوت دارد و سلاح دیگری با لوله کوتاه‌تر به طول ۳۱۷ میلی‌متر که برای نشانه روی و تیراندازی در فواصل کوتاه‌تر می‌باشد البته در هر دو نمونه سلاح می‌توان از فشنگ‌های با کالیبر 7.62x51 میلیمتری ناتو و ۰٫۳۰۸ وینچستر استفاده کرد.
شلیک و نشانه روی با فشنگ‌های در نظر گرفته شده اسلحه CS5 مک میلان دقتی در حدود ۰٫۷۵ دقیقه در زاویه (MOA) را در اختیار نیروی‌های تک تیرانداز قرار می‌دهد.
در این سلاح از طراحی قنداق مناسبی که در مواقع نیاز می‌توان آن را جمع کرد استفاده شده‌است و همچنین طراحی ترمز دهانه لوله را به گونه‌ای انجام داده‌اند که عقب‌نشینی (لگد) اسلحه را به مقدار زیادی کم کرده‌است و درروی لوله اسلحه شعله پوش مناسبی نصب گردیده‌است که شعله شلیک ناشی از گلوله را پنهان می‌کند و در صورت نیاز تیرانداز به سرعت می‌تواند شعله پوش را با سیستم خفه کن صدا تعویض کند، در قسمت بالای بدنه ریل استانداردی نصب شده‌است که می‌توان هر نوع دوربین اپتیکی و الکترونی دید در شب را درروی آن نصب کرد و در جلوی بدنه پائین اسلحه دوپایه را بمنظور ایجاد ثبات در هنگام تیراندازی و دقت در نشانه روی نصب کرده‌اند.

## مشخصات فنی
- کالیبر: ‎ 7,62x54و۰٫۳۰۸ وینچستر میلی‌متر
- وزن بدون خشاب و شعله پوش و صداخفه‌کن (با لوله ۴۷۰ میلی‌متری): ۵٫۳ و ۴٫۸ کیلوگرم
- وزن بدون خشاب و شعله پوش و صداخفه‌کن (کیلوگرم): (با لوله ۳۱۷ میلی‌متری): ۲٫۹۴ و ۴٫۸ کیلوگرم
- طول سلاح: ۱۱۱۷میلی‌متر با لوله ۴۷۰میلی‌متر
- طول لوله: ۳۱۷ و۴۷۰ میلی‌متر
- ظرفیت خشاب: ۱۰تا ۲۰ فشنگ
- نواخت تیر عملی: نامشخص
- برد مؤثر: نامشخص
- برد نهایی: بر اساس علام سازنده 20km نهایت

## محاسن
این یکی از سلاح‌های خیلی خوش‌دست و مدرن و دقیق در نشانه روی جهت تیراندازی می‌باشد این اسلحه با استفاده از نصب یک سیستم خفه کن صدا درروی لوله اسلحه یکی از بی صداترین اسلحه‌های امروزی می‌باشد و در هرزمان نیاز به تیراندازی به فواصل زیاد باشد تیرانداز به راحتی لوله اسلحه را برای شلیک به مسافت دورتر تعویض می‌کند و با سیستم نشان روی اپتیکی و الکترونی دید در شب به تیرانداز قدرت تحرک و مانور و دقت در تیراندازی را و شلیک در میدان‌های جنگ و نبرد را می‌دهد.

## تاریخچه سلاح‌های مک میلان
آقای گلی مک میلان (Gale McMillan) مالک و طراح کارخانه اسلحه سازی مک میلان در آمریکا است او از سال ۱۹۷۳ میلادی تاکنون در کار ساخت و تولید سلاحهای سبک برای یگان‌های ارتشی ایالات متحده آمریکا و بخش خصوصی می‌باشد.
یکی از سلاح‌های که توسط این شرکت در سال ۲۰۰۵ میلادی طراحی و ساخته شده‌است به نام CS5 می‌باشد که یکی از سلاح‌های خیلی خوش‌دست و مدرن و دقیق در نشانه روی جهت تیراندازی می‌باشد این اسلحه با استفاده از نصب یک سیستم خفه کن صدا درروی لوله اسلحه یکی از بی صداترین اسلحه‌های امروزی می‌باشد.
طراحان کارخانه مک میلان این سلاح را در دو نمونه به صورت استاندار برای عملیات نیروهای پلیس در شهرها و نیروهای ویژه تک تیرانداز ارتش و همچنین جهت استفاده برای نگهبانی مناطق خاص دولتی طراحی و ساخته‌اند اسلحه CS5 مک میلان در دو نمونه شبیه به هم با یک بدنه تولید می‌گردند در این سلاح تفاوت اصلی در لوله‌ها و کاربرد این اسلحه می‌باشد که یک نمونه سلاح با لوله بلند به طول ۴۷۰ میلی‌متر برای نشانه روی و شلیک در فواصل دور برای نیروهای تک تیراندازاست که از فشنگ کالیبر 7.62x51 میلیمتری استاندارد ناتو استفاده می‌کند و سرعت و حرکتی بیش از سرعت صوت دارد و سلاح دیگری با لوله کوتاه‌تر به طول ۳۱۷ میلی‌متر که برای نشانه روی و تیراندازی در فواصل کوتاه‌تر می‌باشد البته در هر دو نمونه سلاح می‌توان از فشنگ‌های با کالیبر 7.62x51 میلیمتری ناتو و ۰٬۳۰۸ وینچستر استفاده کرد.
شلیک و نشانه روی با فشنگ‌های در نظر گرفته شده با اسلحه CS5 مک میلان دقتی در حدود ۰.۷۵ دقیقه در زاویه (MOA) را در اختیار نیروی‌های تک تیرانداز قرار می‌دهد.
در این سلاح از طراحی قنداق مناسبی که در مواقع نیاز می‌توان آن را جمع کرد استفاده شده‌است و همچنین طراحی ترمز دهانه لوله را به گونه‌ای انجام داده‌اند که عقب‌نشینی (لگد) اسلحه را به مقدار زیادی کم کرده‌است و درروی لوله اسلحه شعله پوش مناسبی نصب گردیده‌است که شعله شلیک ناشی از گلوله را پنهان می‌کند و در صورت نیاز تیرانداز به سرعت می‌تواند شعله پوش را با سیستم خفه کن صدا تعویض کند، در قسمت بالای بدنه ریل استانداردی نصب شده‌است که می‌توان هر نوع دوربین اپتیکی و الکترونی دید در شب را درروی آن نصب کرد و در جلوی بدنه پائین اسلحه دوپایه را بمنظور ایجاد ثبات در هنگام تیراندازی و دقت در نشانه روی نصب کرده‌اند.